# Lorenzo Presas
Lorenzo Presas y Puig (en catalán, Llorenç Presas i Puig) (San Baudilio de Llobregat, 1811-1875). Matemático y farmacéutico español. Doctor en Ciencias y en Farmacia, miembro de la Real Academia de Ciencias y Artes de Barcelona, fue comisionado en 1842 por el claustro de la Universidad de Barcelona para pasar a Perpiñán a tomar parte activa al lado de Arago en la observación del eclipse de Sol del 8 de julio. 
El 28 de septiembre de 1850 fue nombrado profesor de Geometría analítica, Cálculo infinitesimal y Mecánica en la Escuela Industrial Barcelonesa, con encargo de plantear y organizar las enseñanzas de dicho centro. 
Una plaza de su localidad natal, San Baudilio de Llobregat, lleva su nombre.

## Obras
- Asignatura de matemáticas sublimes : programa que ha formado el profesor de dicha asignatura D. Lorenzo Presas y Puig para la enseñanza de la misma en el curso de 1847 á 1848... (1847)
- Asignatura de mecánica racional : programa que ha formado el profesor de dicha asignatura D. Lorenzo Presas y Puig para la enseñanza de la misma en el curso de 1847 á 1848... (1847)
- Plano del término de San Martín de Provensals (1853)
- Remey que mata la malura de las viñas (1854)
- Guerra á muerte al Cólera Morbo Asiático y al Oidium Tuckery (1855)
- Cálculos (1856)
- Hydrometro (1856)
- Eclipse del sol de 18 de julio de 1860 : observado en Oropesa por una reunión de catalanes (1861)
- Atracción atómica: ó sea atracción considerada en los átomos simples y compuestos de los cuerpos (1862)
- Lecciones de trigonometría y álgebra superior: curso de 1863 á 64 (1863)
- Lecciones de geometría analítica : curso de 1864 á 65 (1864)
- Sistema natural de cristalización (1872-73)

- Datos: Q9023773
- Multimedia: Llorenç Presas i Puig / Q9023773